# حسن رياض
حسن رياض شاعر غنائي مصري وُلد بمحافظة القاهرة عام 1960، وعمل في وزارة الثقافة المصرية بعدد من قصور الثقفافة، وتوفي في السادس من أغسطس عام 2021.

## مسيرته المهنية
عمل حسن رياض في قصر السينما التابع لوزارة الثقافة المصرية، ثم انتقل للعمل بقصر ثقافة الجيزة، ثم عمل بقصر الغوري للتراث فور تأسيسه حيث أقام معارض الفنون التشكيلية، والأمسيات الشعرية، والجلسات التي تجمع ما بين إلقاء الشعر وعزف الموسيقى والغناء والتي كان يحضرها الكثير من المثقفين والشعراء والمطربين والموسيقيين المصريين ومحبي الفنون.
تميز الشاعر حسن رياض في كتابة الشعر الغنائي بالعامية المصرية، وغنى من كلماته عدد كبير من أبرز المطربين في مصر والعالم العربي مثل محمد منير، وعلي الحجار، وطارق فؤاد، والمطربة الجزائرية آمل وهبي، وسيمون، وعصام كاريكا، وإيهاب توفيق، ومحمد فؤاد، وعاطف متولى.

## الأغنيات
كتب الشاعر حسن رياض كلمات العديد من الأغنيات لعدد كبير من المطربين المصريين والعرب، ومنها:
- النواصي: غناها محمد منير
- برج حمام: غناها محمد منير
- من غير ما تتكلمي: غناها علي الحجار
- اللى اشترى: غناها علي الحجار
- في عنيكي الضي: غناها علي الحجار
- الخيالة: غنتها أمل وهبي
- بتاخدني عيونك: غناها طارق فؤاد
- ضميني: غناها غناها طارق فؤاد
- مالك بيه: غنتها سيمون
- عبد الرحيم القناوي: غناها عصام كاريكا

## وفاته
دخل الشاعر حسن رياض في الرابع من أغسطس 2021 إلى مستشفى زايد التخصصي بمدينة السادس من أكتوبر كي يخضع للعلاج بوحدة العناية المركزة بعد إصابته بسكتة دماغية ناجمة عن حدوث جلطة في المخ دخل على أثرها في غيبوبة، وفي صباح يوم السادس من أغسطس عام 2021 توفي الشاعر حسن رياض.